# Psycho Busters
Psycho Busters (サイコバスターズ?, Saiko Basutāzu) è un manga giapponese pubblicato da GP Publishing, scritto da Yuya Aoki e Akinari Nao.
In Italia è stato uno dei primi titoli della  GP Publishing.

## Trama
Kakeru è uno dei tanti ragazzi di oggi, annoiato dalla vita, privo di stimoli, probabilmente senza alcun futuro. Questo finché un giorno, apparentemente simile a tutti gli altri, una bellissima ragazza, Ayano, gli appare davanti e lo esorta ad aiutarla e a fuggire con lei. Kakeru ringrazia la sorte per avergli concesso una svolta così gradita e inattesa, ma dovrà presto ricredersi: la ragazza è in fuga da un'organizzazione segreta chiamata Greenhouse che alleva e crea esseri umani dalle abilità sovrumane. Cosa c'entra Kakeru con tutto questo?